# مگس‌گیر آبی‌توسی
مگس‌گیر آبی‌توسی (نام علمی: Ficedula tricolor) نام یک گونه از تیره مگس‌گیران است.